# Liste der Kreisstraßen im Ortenaukreis
Diese Liste enthält die Kreisstraßen im baden-württembergischen Ortenaukreis.

## Abkürzungen
- K: Kreisstraße
- L: Landesstraße

## Liste
Die Kreisstraßen behalten die ihnen zugewiesene Nummer nicht bei einem Wechsel in einen anderen Stadt- oder Landkreis. Nicht vorhandene bzw. nicht nachgewiesene Kreisstraßen sind kursiv gekennzeichnet, ebenso Straßen und Straßenabschnitte, die unabhängig vom Grund (Herabstufung zu einer Gemeindestraße oder Höherstufung) keine Kreisstraßen mehr sind.
Der Straßenverlauf wird in der Regel von Nord nach Süd und von West nach Ost angegeben.
| Nr.    | Verlauf |
| ------ | --- |
| K 5300 | L 92 in Oppenau – Maisach – Bad Antogast |
| K 5301 | Oberkirch – K 5302 – – Ödsbach |
| K 5302 | K 5301 in Oberkirch – Albersbach – Hesselbach |
| K 5303 | L 89 – L 88 – Tiergarten – L 88 |
| K 5304 | in Appenweier – Zusenhofen – K 5305 – Stadelhofen (– Abzweig zur L 89) – L 89 – L 88 in Ulm                                                                                      |
| K 5305 | L 88 in Ulm – L 89 – Erlach – Zusenhofen – K 5304 – – Nußbach – K 5369 – Nesselried – K 5322 – K 5324 in Ebersweier                                                              |
| K 5306 | K 5307 in Sasbach – L 86a |
| K 5307 | K 5308 in Sasbach – K 5306 – L 86a in Obersasbach |
| K 5308 | (K 3764 im Landkreis Rastatt) – Kreisgrenze – K 5372 – Abzweig der K 5372 – Sasbach – K 5307 – Achern – L 86 – Oberachern – K 5310 – L 87/L 88                                   |
| K 5309 | L 87a – Achern – L 87 – in Fautenbach |
| K 5310 | K 5308 in Oberachern – L 87 – Abzweig der K 5311 – K 5311 – L 86a in Waldulm |
| K 5311 | L 75 in Rheinbischofsheim – K 5317 – Wagshurst – K 5312 – Önsbach – Mösbach – L 88 – K 5310                                                                                      |
| K 5312 | K 5372 in Memprechtshofen – L 87 – Wagshurst – K 5311 – |
| K 5314 | K 5372 in Gamshurst – L 87 |
| K 5315 | (K 3750 im Landkreis Rastatt) – Kreisgrenze – K 5372 in Gamshurst |
| K 5316 | (K 3758 im Landkreis Rastatt) – Kreisgrenze – Helmlingen – L 75 |
| K 5317 | L 75 in Hohbühn – K 5374 – K 5311 |
| K 5318 | L 75 – K 5374 in Zierolshofen |
| K 5319 | L 75 – Querbach – L 90 |
| K 5322 | in Appenweier – – K 5305 in Nesselried |
| K 5323 | L 91 – K 5324 in Hesselhurst |
| K 5324 | L 91 in Eckartsweier – K 5323 – Hesselhurst – Weier – Bühl – Bohlsbach – Ebersweier – K 5366 – K 5305 – K 5369 in Durbach                                                        |
| K 5326 | K 5369 in Rammersweier – Zell-Weierbach – Fessenbach – Ortenberg – L 99 – – K 5331 – Zunsweier – Diersburg – in Oberschopfheim                                                   |
| K 5329 | Hohnhurst – L 98 |
| K 5330 | in Altenheim – Müllen – L 99 in Schutterwald |
| K 5331 | – Elgersweier – K 5326 in Zunsweier |
| K 5332 | L 75 in Ichenheim – K 5339 – in Niederschopfheim |
| K 5333 | Strohbach – L 99 – Fußbach – Biberach – K 5336 – L 94 |
| K 5334 | in Lahr/Schwarzwald – K 5352 – K 5340 – in Lahr/Schwarzwald |
| K 5334 | L 99 – Reichenbach |
| K 5335 | Berghaupten – L 99 in Gengenbach |
| K 5336 | L 99 in Gengenbach – Schwaibach – Bergach – Schönberg – Fröschbach – K 5333 in Biberach                                                                                          |
| K 5338 | /L 118 in Friesenheim – K 5340 – Oberweier |
| K 5339 | K 5332 – Schutterzell – K 5367 – Schuttern – L 118 – Hugsweier – |
| K 5340 | K 5338 in Friesenheim – Heiligenzell – Lahr/Schwarzwald – K 5334 – |
| K 5342 | L 100 in Nonnenweier – K 5368 – Kippenheimweiler – K 5344 – Kippenheim – K 5345 – – Schmieheim – Wallburg – L 103 – Münchweier – Kreisgrenze – (K 5117 im Landkreis Emmendingen) |
| K 5343 | L 104 in Ottenheim – L 100 |
| K 5344 | K 5332 in Lahr/Schwarzwald – Langenwinkel – K 5342 in Kippenheimweiler |
| K 5345 | K 5342 in Kippenheim – Mahlberg – Orschweier (– Anzweig zur L 103) – Altdorf – – K 5346                                                                                          |
| K 5346 | – Altdorf – K 5345 – Ettenheim – L 103 – Ettenheimweiler – Kreisgrenze – (K 5117 im Landkreis Emmendingen)                                                                       |
| K 5348 | – L 103 in Ettenheim |
| K 5349 | L 104 in Rust – Europa-Park Rust – L 104 – Ringsheim – Kreisgrenze – (K 5118 im Landkreis Emmendingen)                                                                           |
| K 5352 | K 5334 in Lahr/Schwarzwald – – Sulz – |
| K 5353 | – Prinzbach |
| K 5354 | L 94 – Nordrach – Nordrach-Kolonie – Zell am Harmersbach – L 94 – K 5355 – Unterentersbach – K 5356                                                                              |
| K 5355 | K 5354 in Zell am Harmersbach – Oberentersbach |
| K 5356 | L 94 in Biberach – K 5354 – L 103 – Bollenbach – – Schnellingen – K 5357 – in Haslach im Kinzigtal                                                                               |
| K 5357 | K 5356 – Fischerbach – – K 5359 in Hausach |
| K 5358 | in Haslach im Kinzigtal – Hofstetten |
| K 5359 | Einbach – Vordertal – Hausach – K 5357 (– Abzweig zur /) – Bahnhof Hausach – /                                                                                                   |
| K 5360 | in Hausach – K 5361 in Kirnbach |
| K 5361 | L 96 in Wolfach – Kirnbach – K 5360 – Moosenmättle – Kreisgrenze – (K 5528 im Landkreis Rottweil)                                                                                |
| K 5362 | L 108 in Reichenbach – Oberreichenbach – Kreisgrenze – (K 5530 im Landkreis Rottweil)                                                                                            |
| K 5363 | L 86 – L 87 in Seebach |
| K 5364 | L 75 in Linx – K 5374 in Zierolshofen |
| K 5365 | K 5373 in Leutesheim – L 75 in Bodersweier |
| K 5366 | in Windschläg – K 3524 in Ebersweier |
| K 5367 | K 5339 in Schutterzell – Kürzell – L 118 – L 75 |
| K 5368 | K 5342 – L 104 in Wittenweier |
| K 5369 | – Nußbach – K 5305 – – Bottenau – Durbach – K 5324 – Rammersweier – K 5326 – / in Offenburg                                                                                      |
| K 5370 | – K 5371 – Allerheiligen – L 92 in Oppenau |
| K 5371 | L 87 in Ottenhöfen im Schwarzwald – Unterwasser – K 5370 |
| K 5372 | L 75 in Memprechtshofen – K 5312 – Gamshurst – K 5315 – K 5314 – L 87 – Großweier – L 87a – Sasbachried – – K 5308                                                               |
| K 5373 | L 75 – Diersheim – Honau – Leutesheim – K 5365 – Auenheim – in Kehl |
| K 5374 | in Rheinbischofsheim – Hausgereut – K 5317 – Holzhausen – Zierolshofen – K 5364 – K 5318 – Legelshurst – L 95 – L 90 in Sand                                                     |